# Ibiapina

Ibiapina este un oraș în statul Ceará (CE) din Brazilia.